# Опара
Опа́ра — полуфабрикат хлебопекарного производства, получаемый замесом хлебопекарного сырья: муки, воды и дрожжей (или закваски). Готовую опару используют для замешивания теста.
Опарный способ — технология хлебопечения, предусматривающая предварительное приготовление опары перед замесом теста; в основном используется для выпечки изделий из пшеничной муки, чаще — для изделий со значительным содержанием жиров и сахара. В сравнении с безопарными методами, предусматривающими одноэтапный замес, процесс при опарном способе более длительный, предусматривающий большее количество операций и требующий при промышленном хлебопечении дополнительного оборудования (дежей, ёмкостей для хранения), но за счёт двухэтапности и предварительной расстойки опары, обеспечивающий высокие пластические свойства теста и более глубокий гидролиз компонентов муки.
Традиционные опары — густые, влажностью около 40% (2⁄3 от общей массы необходимой воды), предусматривающие внесение около 1⁄2 муки от общей необходимой массы и весь объём необходимых дрожжей. Брожение густой опары осуществляется 3—4,5 часа, начальная температура 28—32°C, созревание определяется по комплексу показателей, таких как кислотность, увеличение объёма, также учитываются органолептические свойства, в частности, готовая густая опара должна обладать отчётливым спиртовым запахом. В созревшую густую опару вносятся прочие предусмотренные рецептурой ингредиенты — остальная часть муки, дополнительная вода, солевой раствор, сдоба, и замешивают в тесто, которое перед выпечкой расстаивается ещё 1—1¾ часа. Так называемые большие густые опары предполагают внесение до 70% всей муки, при их использовании стадия брожения теста занимает 20—30 минут.
Жидкая опара — опара влажностью 65—72%, изготовляемая из 25—35% от общего количества муки, жидкоопарный способ предусматривает пофазное внесение солевого раствора. Большая жидкая опара — опара, приготовляемая из всего объёма необходимой воды (за исключением воды, поступающей на этапе замеса в растворах).
Традиционная русская глиняная посуда для приготовления опары называется «опарницей».